# ジェフリー・ゴードン
ジェフリー・イヴァン・ゴードン（Jeffrey Ivan Gordon, 1947年10月4日 - ）は、アメリカ合衆国の微生物学者。セントルイス・ワシントン大学教授、ゲノムサイエンス＆システム生物学センター所長。
1969年にオーバリン大学で生物学の学位を取得後、1973年シカゴ大学よりM.D.を取得。1981年セントルイス・ワシントン大学助教授、1987年教授就任。ゲノムシークエンシングによるヒト腸内細菌の分類法を開発し、その代謝基礎の定義や病態生理的意義を解明した。

## 受賞歴
- 2013年 - ロベルト・コッホ賞、セルマン・A・ワクスマン微生物学賞
- 2014年 - ディクソン賞医学部門、パサノ賞
- 2015年 - キング・ファイサル国際賞医学部門、慶應医学賞、トムソン・ロイター引用栄誉賞
- 2017年 - マスリー賞、ルイザ・グロス・ホロウィッツ賞
- 2018年 - コプリ・メダル
- 2021年 - バルザン賞、ジョージ・M・コーバー・メダル
- 2022年 - 国際ポール・ヤンセン生物医学研究賞、
- 2023年 - アストゥリアス皇太子賞学術・技術研究部門、オールバニ・メディカルセンター賞

## 参照
- Peter Turnbaugh, Ruth E. Ley, Michael A. Mahowald, Vincent Magrini, Elaine Mardis, Jeffrey I. Gordon: An obesity-associated gut microbiome with increased capacity for energy harves. In: Nature, Band 444, 2006, S. 1027–1031, Abstract
- Ley, Turnbaugh, Klein, Gordon: Microbial ecology: human gut microbes associated with obesity. Band 444, 2006, S. 1022, PMID 17183309
- R. Ley, F. Bäckhed, P. Turnbaugh, C. Lozupone, R. Knight, J. Gordon Obesity alters gut microbial ecology. In: Proc. Nat. Acad. Sci. USA, Band 102, 2005, S. 11070–11075, PMID 16033867